# Удей Чанд
Удей Чанд (англ. Udey Chand; нар. 24 червня 1937, округ Гісар, штат Хар'яна) — індійський борець вільного та греко-римського стилів, бронзовий призер чемпіонату світу, срібний та бронзовий призер Азійських ігор, чемпіон Ігор Співдружності, учасник Олімпійських ігор у змаганнях з вільної боротьби, срібний призер Азійських ігор з греко-римської боротьби.

## Життєпис
У 1961 році за спортивні досягнення був нагороджений премією «Арджуна».

## Спортивні результати на міжнародних змаганнях

### Виступи на Олімпіадах
| Змагання                    | Збірна | Вагова категорія          | Місце |
| --------------------------- | ------ | ------------------------- | ----- |
| Літні Олімпійські ігри 1968 | Індія  | вільна боротьба, до 70 кг | 6     |

### Виступи на Чемпіонатах світу
| Змагання                        | Збірна | Вагова категорія          | Місце  |
| ------------------------------- | ------ | ------------------------- | ------ |
| Чемпіонат світу з боротьби 1961 | Індія  | вільна боротьба, до 67 кг | Бронза |
| Чемпіонат світу з боротьби 1967 | Індія  | вільна боротьба, до 70 кг | 5      |

### Виступи на Азійських іграх
| Змагання           | Збірна | Вагова категорія                 | Місце  |
| ------------------ | ------ | -------------------------------- | ------ |
| Азійські ігри 1962 | Індія  | греко-римська боротьба, до 70 кг | Срібло |
| Азійські ігри 1962 | Індія  | вільна боротьба, до 70 кг        | Срібло |
| Азійські ігри 1966 | Індія  | вільна боротьба, до 70 кг        | Бронза |

### Виступи на Іграх Співдружності
| Змагання                | Збірна | Вагова категорія          | Місце  |
| ----------------------- | ------ | ------------------------- | ------ |
| Ігри Співдружності 1970 | Індія  | вільна боротьба, до 68 кг | Золото |